# Georgetown (Delaware)
Georgetown is een plaats (town) in de Amerikaanse staat Delaware, en valt bestuurlijk gezien onder Sussex County.

## Demografie
Bij de volkstelling in 2000 werd het aantal inwoners vastgesteld op 4643. In 2006 is het aantal inwoners door het United States Census Bureau geschat op 4927, een stijging van 284 (6,1%).

## Geografie
Volgens het United States Census Bureau beslaat de plaats een oppervlakte van 10,7 km², geheel bestaande uit land. Georgetown ligt op ongeveer 14 m boven zeeniveau.

## Plaatsen in de nabije omgeving
De onderstaande figuur toont nabijgelegen plaatsen in een straal van 24 km rond Georgetown.